# 1532
Cette page concerne l'année 1532  du calendrier julien.
L'année 1532 est une année bissextile qui commence un lundi.

## Événements
- 22 janvier, Brésil : Martin Afonso fonde le premier village de colonisation : la Vila de São Vicente (État de São Paulo)[1]. Le système du donataire est généralisé[2].

- Avril, Pérou : Atahualpa vainqueur de son demi-frère Huascar à la bataille de Quipaipan, près de Cuzco, devient Inca[3].
- 16 mai : Francisco Pizarro quitte Tumbes. Il découvre le port de Paita et assure ses arrières[4]. Il reçoit un messager d’Huascar qui réclame du secours auprès de lui.

- Juillet, Japon : les ligues paysannes Ikkō-ikki liées à l'École de la Terre pure attaquent le temple Nichiren Kenpon-ji à Sakai, et forcent le Bakufu de Sakai Motonaga Miyoshi au suicide[5].
- Août : les membres de la secte Nichiren à Kyoto forment la confédération du Lotus (Hokke ikki), s'arment et prennent le contrôle de la ville[5].
- Septembre : le temple Hongan-ji de Kyoto est détruit par la confédération du Lotus ; l'Ishiyama Hongan-ji d'Osaka devient le quartier général de la secte bouddhiste jōdo shinshū (école de la Terre pure)[5].

- 24 septembre : Pizarro part vers le sud avec 168 hommes[6].
- 15 novembre : à Cajamarca, Pizarro rencontre l’armée d’Atahualpa, qui compte prendre le pouvoir à Cuzco, et entreprend des pourparlers avec son chef[4].
- 16 novembre : Pizarro, que l’on soupçonne de déloyauté, réussit à s’emparer de la personne de l’Inca qui est emprisonné durant huit mois (dans le Cuarto del Rescate) et accepte toutes les conditions imposées pour sa libération : une rançon de 6,1 tonnes d’or (= 0,3 m3 d'or, soit 1,3 million de pesos de oros, à 4,6 g d'or la pièce) et 51 mille marcs d'argent (soit 11,7 tonnes d'argent), plus précisément : « La suma total era de 1 326 539 pesos de oro y 51 610 marcos de plata »), une rançon réunie en juillet 1533 remplissant le Cuarto del Rescate (6,70 × 5,18 m) jusqu'à hauteur de bras tendu (2,75 m), soit un volume de 95 m3 !). La rançon est partagée entre les vainqueurs après envoi du quinto en Espagne (soit un cinquième pour la Couronne), mais Pizarro préfère exécuter l’Inca pour le meurtre de son frère Huascar. Il sera garrotté, et non brûlé, devant les soldats (29 août 1533)[3].

### Europe
- 24 janvier : Thomas Cranmer devient ambassadeur d’Henri auprès de la cour de l’empereur Charles Quint. Il épouse en Allemagne une nièce du théologien luthérien Andreas Osiander. Il est peu disposé à rentrer en Angleterre car il craint de devoir annuler cette union s’il est nommé archevêque de Cantorbéry[7].
- 7 février, France : la Trésorerie de l’épargne est établie au palais du Louvre[8].
- 22 avril :
  - Procès du futur évêque de Worcester Hugh Latimer, suspect de crypto-luthéranisme, devant la Convocation, à l'instigation de l'évêque de Londres John Stokesley. Il échappe à la peine capitale[9].
  - « À Paris, un arrêt du Parlement [...] parle de mettre les mendiants valides à nettoyer les fossés, les rues, les égouts, et à construire des fortifications, tandis qu'on menace d'infliger aux irréductibles le fouet ou les galères[10]. » Du fait de l'insécurité, les vagabonds ne sont plus protégés par la morale chrétienne comme au Moyen Âge mais considérés comme des ennemis potentiels de l'ordre établi.
- 25 avril, Constantinople : début de la quatrième campagne de Süleyman Ier en Europe centrale[11].
- 27 avril : nouvelle constitution à Florence. Alexandre de Médicis devient duc héréditaire de la République[12].

- 15 mai : Henri VIII d'Angleterre obtient que la chambre haute de l'assemblée des évêques signe la Soumission du clergé[13].
- 16 mai : Thomas More, qui refuse d’appuyer la requête d’Henri VIII, qui souhaitait divorcer de Catherine d'Aragon, démissionne de la chancellerie et se retire de la vie publique[13]. Le roi le fait emprisonner en 1534 et décapiter en 1535.
- 25 juin : l'armée de Süleyman Ier passe la Drave. Elle traverse la Hongrie. La Styrie est dévastée. Grâce aux subsides obtenus des états généraux des Pays-Bas et de la diète allemande, Charles Quint réunit une armée à Vienne, mais le sultan s’attarde à Köszeg, à la frontière austro-hongroise (août) et l’affrontement n’a pas lieu[14].
- 5 juillet : ambassade française d'Antoine de Rincon auprès de Suleyman à Belgrade[11].
- 23 juillet : par la paix de Nuremberg, les protestants du Saint-Empire ont le droit de pratiquer leur culte. Charles Quint leur accorde de ne pas appliquer les décisions d’Augsbourg en échange de subsides pour la guerre contre les Turcs[15].

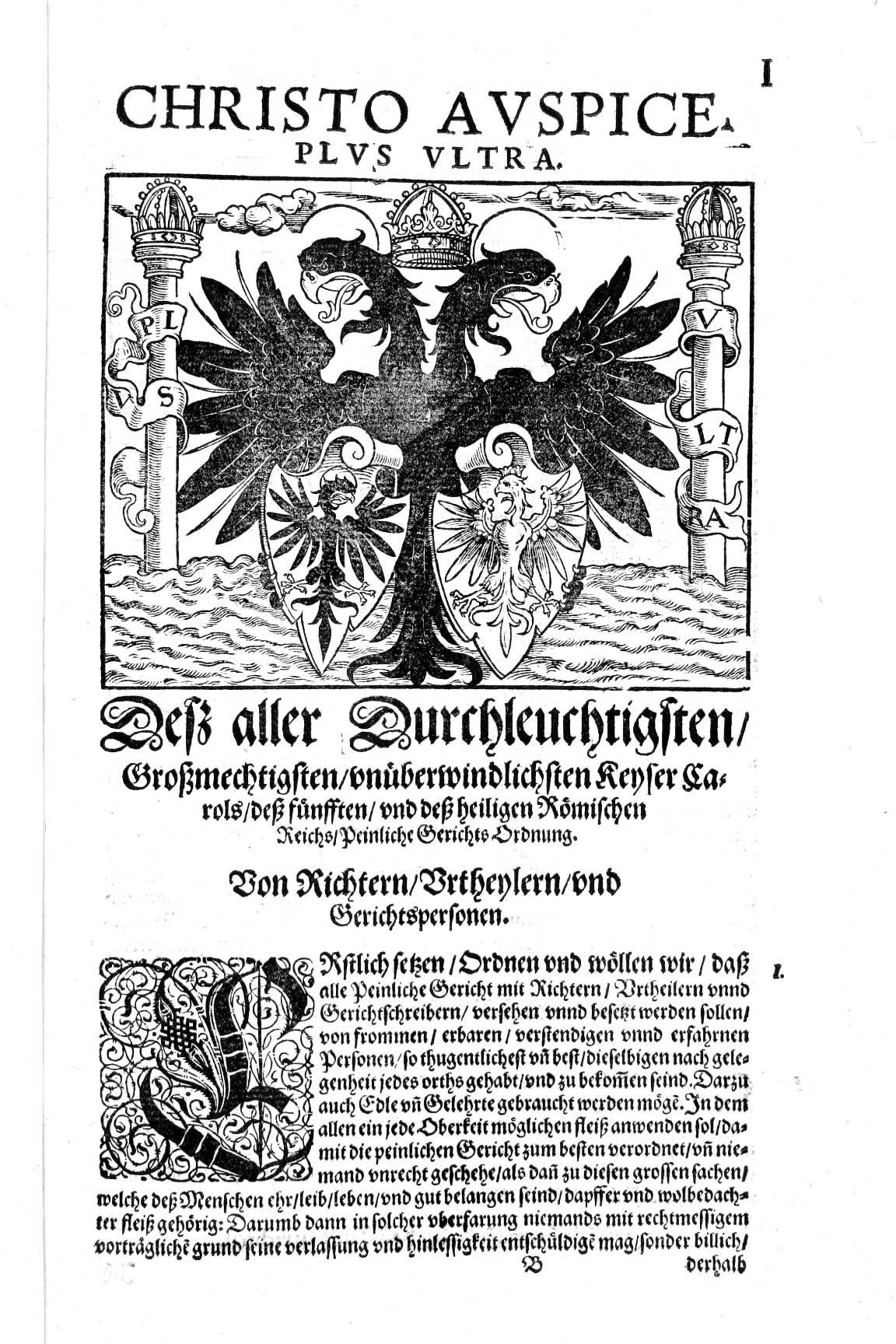
27 juillet : Lex Carolina (édition de 1577)

- 27 juillet : promulgation de la Lex Carolina par la Diète d'Empire à Ratisbonne[16].

- 4 août : supplique des États de Bretagne à Vannes, préparant l'union avec le royaume de France[17].

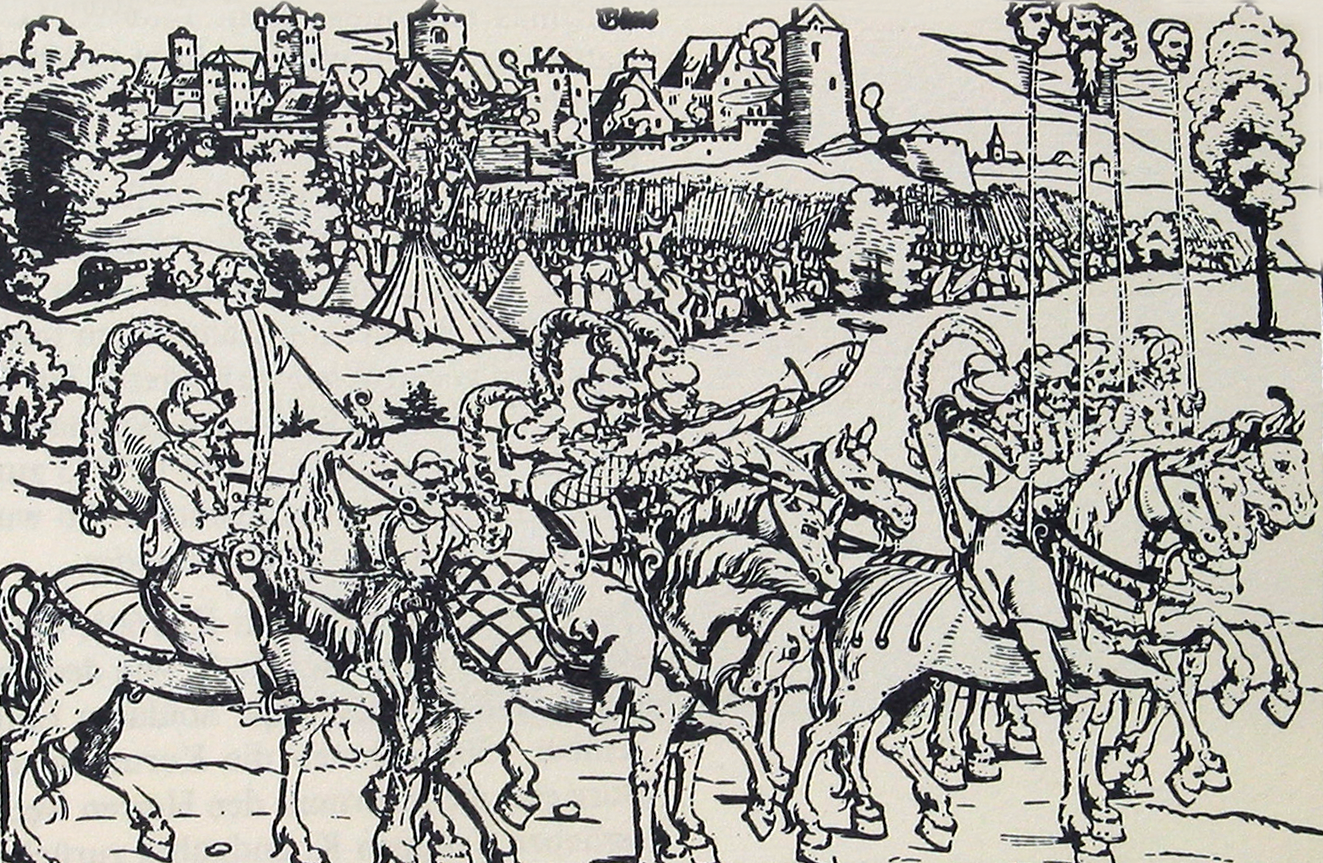
5-31 août : siège de Köszeg

- 5-31 août : siège de Köszeg par les Ottomans[18].
- 13 août, Nantes : édit d'Union de la Bretagne à la France consacrant l’union du duché de Bretagne et du royaume de France[19] (Édit du Plessis-Macé publié le 21 septembre[20]). La province obtient le maintien de ses libertés et privilèges. Ceux-ci seront supprimés à la Révolution.
- 14 août, Bruxelles : l’accès au Comté de Flandre est interdit par l'empereur Charles Quint aux nouveaux chrétiens portugais en route vers la Turquie[21].

- 12-18 septembre : synode et confession d'Angrogne. Les Vaudois de Provence adhèrent aux thèses de Luther[22].
- 19 septembre : un détachement de l'armée turque est battu près de Pottenstein par les Impériaux[11].
- 25 septembre : Andrea Doria s’empare de la forteresse de Coron, puis trois semaines après de celles de Patras[23] et de Lépante pour l’empereur Charles Quint[11].
- 21 octobre : entrevue de Boulogne entre Henri VIII et François Ier. Traité franco-anglais d'alliance contre les Turcs, sans lendemain[24].
- 22 octobre : synode de Zurich[25]. Il confirme la loi fondamentale proclamée par le Conseil de ville selon un texte sur l’organisation de l’Église proposé par Bullinger.

- Thomas Cromwell devient ministre en chef du roi Henri VIII (fin en 1540)[26].
- Le Parlement anglais ordonne une révision du droit canon et confie cette tâche à une commission de 16 ecclésiastiques et de 16 membres du Parlement[27].
- Ordre des Somasques : Girolamo Miani réunit à Somasca, près de Bergame, des religieux voués aux orphelins, aux pauvres et aux malades[28].

## Naissances en 1532
- 21 janvier : Ludwig Helmbold, poète allemand († 8 avril 1598).

- 19 février : Jean-Antoine de Baïf, poète français († 19 septembre 1589).

- 21 avril : Martin Schalling le jeune, théologien luthérien allemand et poète († 29 décembre 1608).

- 5 mai : Roland de Chauvigné, noble, administrateur de l'évêché de Léon († 1572).

- 6 juin : Giulio Antonio Santorio, cardinal italien († 9 mai 1602).
- 7 juin : Amy Robsart, femme de Robert Dudley un des favoris d'Élisabeth Ire († 8 septembre 1560).
- 15 juin : Frans De Costere (Costerus), jésuite, écrivain, et prédicateur flamand († 9 décembre 1619).
- 24 juin :
  - Robert Dudley, 1er comte de Leicester († 4 septembre 1588).
  - Edzard II, comte de Frise orientale († 1er mars 1599).
  - Guillaume IV de Hesse-Cassel, landgrave de Hesse-Cassel († 25 août 1592).

- 1er juillet : Marino Grimani, 89e doge de Venise († 25 décembre 1605).
- 12 juillet : Mathilde de Bavière, princesse de Bavière († 2 novembre 1565).

- 14 août : Madeleine d'Autriche, membre de la Maison de Habsbourg († 10 septembre 1590).

- 4 octobre : Francisco de Toledo, cardinal espagnol († 14 septembre 1596).

- 28 novembre : Bartholomäus Ringwaldt, poète didactique et théologien luthérien allemand († 1599).

- 20 décembre : Orazio Sammachini, peintre italien († 12 juin 1577).
- 26 décembre : Guilielmus Xylander, humaniste et philologue allemand († 10 février 1576).

- Date précise inconnue :
  - William Allen, cardinal anglais († 16 octobre 1594).
  - Antoinette d'Aubeterre, femme de la haute noblesse protestante française († vers 1580).
  - Étienne Jodelle : poète et dramaturge français[29].
  - Roland de Lassus : compositeur franco-flamand († 14 juin 1594).
  - Pedro Sarmiento de Gamboa : explorateur, scientifique, historien et humaniste espagnol († 1592).
  - Tiberio Calcagni, peintre et sculpteur italien († 7 décembre 1565).
  - Hellier de Carteret, seigneur de Saint-Ouen à Jersey et premier seigneur de Sercq († 1578).
  - Innocenzo Ciocchi del Monte, cardinal italien († 2 novembre 1577).
  - Endō Motonobu, samouraï de la période Sengoku au service du clan Date († 12 décembre 1585).
  - Hernando Franco, compositeur espagnol († 28 novembre 1585).
  - Luís Fróis, prêtre jésuite portugais († 8 juillet 1597).
  - Organtino Gnecchi-Soldo, prêtre jésuite italien († 22 avril 1609).
  - Diederik Jansz Graeff, armateur, marchand et politicien néerlandais († 25 juillet 1589).
  - John Hawkins, constructeur de navires, riche négociant, navigateur et marchand d’esclaves anglais († 12 novembre 1595).
  - Thomas Heneage, politicien anglais, courtisan à la cour de Élisabeth Ire et membre du Conseil privé de la reine († 17 octobre 1595).
  - Étienne Jodelle, poète et dramaturge français († juillet 1573).
  - Kim Hyowon, homme politique, écrivain et érudit néoconfucéen de la dynastie Joseon de Corée († 1er avril 1590).
  - Dominique Lampson, humaniste, poète et artiste belge († 1599).
  - Jean Leunis, prêtre jésuite liégeois († 19 novembre 1584).
  - Ludovico Madruzzo, cardinal germano-italien († 20 avril 1600).
  - Menocchio, meunier du Frioul, jugé et exécuté pour hérésie par l'Inquisition († vers 1600).
  - Fabrizio Mordente, mathématicien italien († 1608).
  - Thomas Norton, auteur dramatique anglais († 10 mars 1584).
  - Ōkubo Tadayo, général samouraï puis daimyō au début de l'époque d'Edo de l'histoire du Japon († 28 octobre 1594).
  - Turlough Luineach O'Neill, chef du clan des O'Neill de Tir Égoain († 10 septembre 1595).
  - Flavio Orsini, cardinal italien († 16 mai 1581).
  - Ōuchi Yoshinaga, samouraï du Kyushu († 1er mai 1577).
  - Jacques Patin, peintre et graveur français († 28 mai 1587).
  - Juan de Ribera, évêque de Badajoz, archevêque de Valence, patriarche latin d'Antioche et vice-roi de Catalogne († 1611).
  - Giacomo Rocca, peintre maniériste italien († 1605).
  - Pedro Sarmiento de Gamboa, explorateur, scientifique, historien et humaniste espagnol († 1592).
  - Sogō Kazumasa, samouraï de l'époque Sengoku membre du clan Miyoshi et daimyo de la province de Kawachi († 2 avril 1561).
  - Sun Kehong, peintre chinois († 1610).
  - Maarten de Vos, peintre belge († 4 décembre 1603).
  - Pierre Woeiriot, peintre, sculpteur, graveur sur cuivre et médailleur français († 1599).

- Vers 1532 :
  - Jérôme Baullery, peintre français († 1598).
  - James Hamilton, noble écossais, 3e comte d'Arran († 1609).
  - Pier Paolo Menzocchi, peintre italien de l’école de Forlì († 1589).
  - Thomas Penny, médecin et un naturaliste britannique († 1588).
  - Christian Sgrooten, cartographe néerlandais († vers 1608).
  - Arnaud Sorbin de Sainte-Foi, prélat français († 1er mai 1606).
  - Tulsîdâs, poète et philosophe indien († 1623).
  - Francis Walsingham, connu comme le « maître-espion » d'Élisabeth Ire d'Angleterre dont il fut secrétaire d'État († 6 avril 1590).

## Décès en 1532
- 11 mars : Ulrich Apt, peintre allemand (° 1460).
- 1er octobre : Jan Gossaert, dit Mabuse, peintre et dessinateur flamand (v.1478-v.1535).
- 26 novembre : Jacques Babou de La Bourdaisière, prélat français, évêque d'Angoulême (° 1512).
- 13 décembre : Salomon Molkho, marrane portugais, brûlé vif à Mantoue (° 1500).
- Date précise inconnue :
  - Francesco da Cotignola, peintre italien (° vers 1475).
  - Huascar, l'Inca, assassiné par les Espagnols à l’instigation de son demi-frère Atahualpa, prince inca, qui devient à son tour Inca (° 1503).
  - Atalante Migliorotti, musicien, assistant de Léonard de Vinci dans l'atelier de ce dernier (° 1466).
  - Valentin van Orley, peintre belge (° vers 1466).